# Южен Ел Монти (град, Калифорния)
Южен Ел Монти (на английски: South El Monte) е град в окръг Лос Анджелис, щата Калифорния, САЩ. Южен Ел Монти е с население от 21144 жители (2000) и обща площ от 7,48 km². Намира се на 76 m надморска височина. ЗИП кодовете му са 91733, а телефонният му код е 626.